# 第2領域航空集団
第2領域航空集団（だいにりょういきこうくうしゅうだん、II Comando Aéreo Regional：II COMAR）は、ブラジル空軍の作戦軍の一つ。
レシフェに司令部を置く。警備担任領域はピアウイ州、セアラー州、リオグランデ・ド・ノルテ州、パライバ州、ペルナンブーコ州、アラゴアス州、セルジッペ州及びバイーア州である。

## 部隊編成

### レシフェ航空基地
- 第6航空群第1飛行隊（1º Esquadrão do 6º Grupo de Aviação、1º/6º GAv）　第3航空軍
- 第8航空群第2飛行隊（2º Esquadrão do 8º Grupo de Aviação、2º/8º GAv）　第2航空軍
- 第2輸送飛行隊（2º Esquadrão de Transporte Aéreo、2º ETA）　第5航空軍

### フォルタレザ航空基地
固有の配置部隊は無し。

### ナタール航空基地
- 第4航空群第1飛行隊（1º Esquadrão do 4º Grupo de Aviação、1º/4º GAv）　第3航空軍
- 第5航空群第1飛行隊（1º Esquadrão do 5º Grupo de Aviação、1º/5º GAv）　第1航空軍
- 第5航空群第2飛行隊（2º Esquadrão do 5º Grupo de Aviação、2º/5º GAv）　第2航空軍
- 第11航空群第1飛行隊（1º Esquadrão do 11º Grupo de Aviação、1º/11º GAv）　第1航空軍

### サルヴァドール航空基地
- 第7航空群第1飛行隊（1º Esquadrão do 7º Grupo de Aviação、1º/7º GAv）　第2航空軍